# Helig ibis
Helig ibis (Threskiornis aethiopicus) är en fågel i familjen ibisar inom ordningen pelikanfåglar. Den förekommer huvudsakligen i Afrika söder om Sahara, men fåglar som rymt från fångenskap har etablerat frilevande populationer i delar av Europa.

## Utseende
Arten blir 65 till 75 cm stor och har ett vingspann av 112 till 124 cm. Vikten ligger vid 1,5 kg. Hannar är allmänt lite större än honor. Kroppen är huvudsakligen täckt av vitaktiga fjädrar. En blåsvart tofs täcker den fyrkantiga svansen och delar av de slutna vingarna. Vingarnas fjädrar har en vit färg med svartgröna till svartblåa spetsar. Den långa halsen och huvudet är mörkgrå eller svarta. Arten har vid bröstets sidor och under vingarna rödaktig hud som ibland är synlig. De svarta benen har en rödaktig skugga. Helig ibis ser under alla årstider likadan ut och det finns inga skillnader mellan hanar och honor i kroppsformen. Kring de bruna ögonen förekommer mörkröda ringar.

## Utbredning och systematik
Helig ibis förekommer i Afrika söder om Sahara och i sydöstra Irak, tidigare även i Egypten. I Spanien, Frankrike, Kanarieöarna och Italien har individer rymt från fångenskapen och finns kvar i naturen. Tidigare behandlades madagaskaribis (T. bernieri) som en del av helig ibis.

## Ekologi
Utanför parningstiden bildar individerna flockar som letar efter föda eller som vilar tillsammans. Dessa flockar kan ha upp till 300 medlemmar. Platsen där de letar efter föda kan ligga 10–30 km ifrån viloplatsen. Helig ibis söker vanligen i träskmarker eller i andra översvämmade landskap efter föda. Ibland hittar den födan på land. Som föda föredrar arten vattenlevande insekter eller insekter som vilar på vattenväxter. Ofta kompletteras födan med kräftdjur, vattenlevande blötdjur, fiskar, grodor, ödlor och små däggdjur. I mindre mått ingår ägg av vit pelikan eller av krokodiler, ungar av kapskarv, kadaver och frön i födan.
De flesta populationer utför före parningstiden längre vandringar. Allmänt flyger populationer som övervintrar norr om ekvatorn norrut och de andra populationerna flyger söderut. I häckningsområdet ökar koloniernas storlek. Vissa kolonier består av 2 000 par men ofta bildas blandade kolonier med andra ibisar eller med andra fåglar. Boet byggs av grenar samt kvistar och placeras på träd, buskar eller klippor. Allmänt sker parningen under början av regntiden. I stark översvämmade regioner parar sig helig ibis under torra perioder. Heliga ibisar från Afrika parar sig mellan mars och augusti. I Irak pågår parningen mellan april och maj.
Grupper av hanar når först fram till området för parningen. När honorna anländer strider hanarna om rätten att para sig. Sedan väljer varje hona en av hanarna. Vanligen utförs en parningslek före den egentliga parningen. Efter några dagar lägger honan de vitaktiga ovala äggen som ofta har en blå skugga och röda punkter. Vanligen läggs två ägg men 1–5 ägg förekommer likaså. De är 43–63 mm långa. Äggen ruvas av båda föräldrar och de kläcks efter cirka 28 dagar. Cirka 35–40 dagar senare för ungarna flygförmåga. Arten kan leva upp till 20 år.

## Status och hot
Arten har ett stort utbredningsområde och det finns inga tecken på vare sig några substantiella hot eller att populationen minskar. Utifrån dessa kriterier kategoriserar IUCN arten som livskraftig (LC).

## Bilder och video

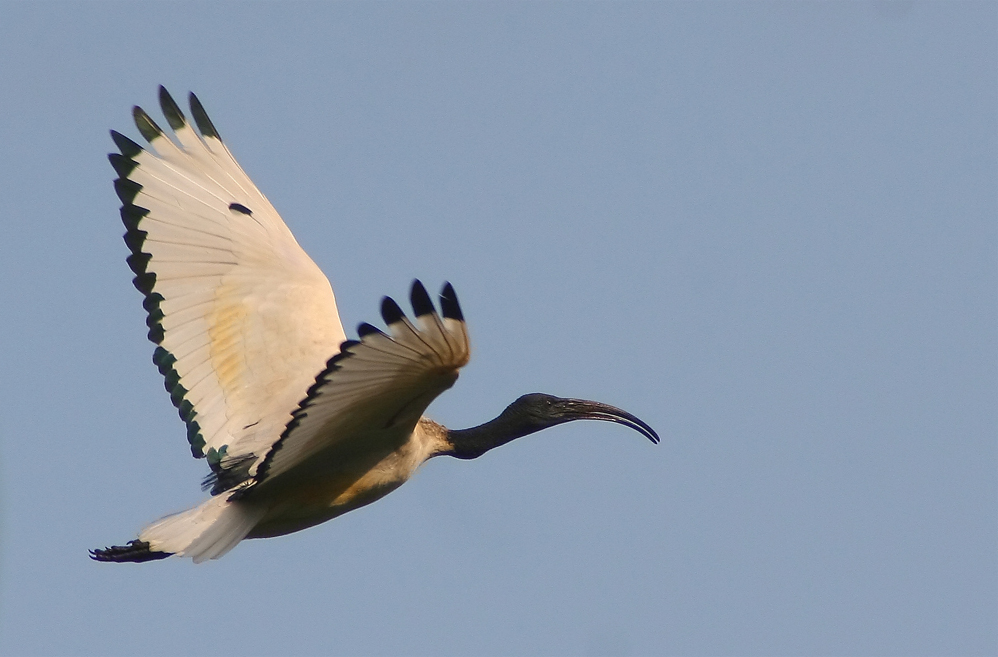
En Helig Ibis var på besök i Ystad 26 dec 2015.
- Helig ibis under flyget.
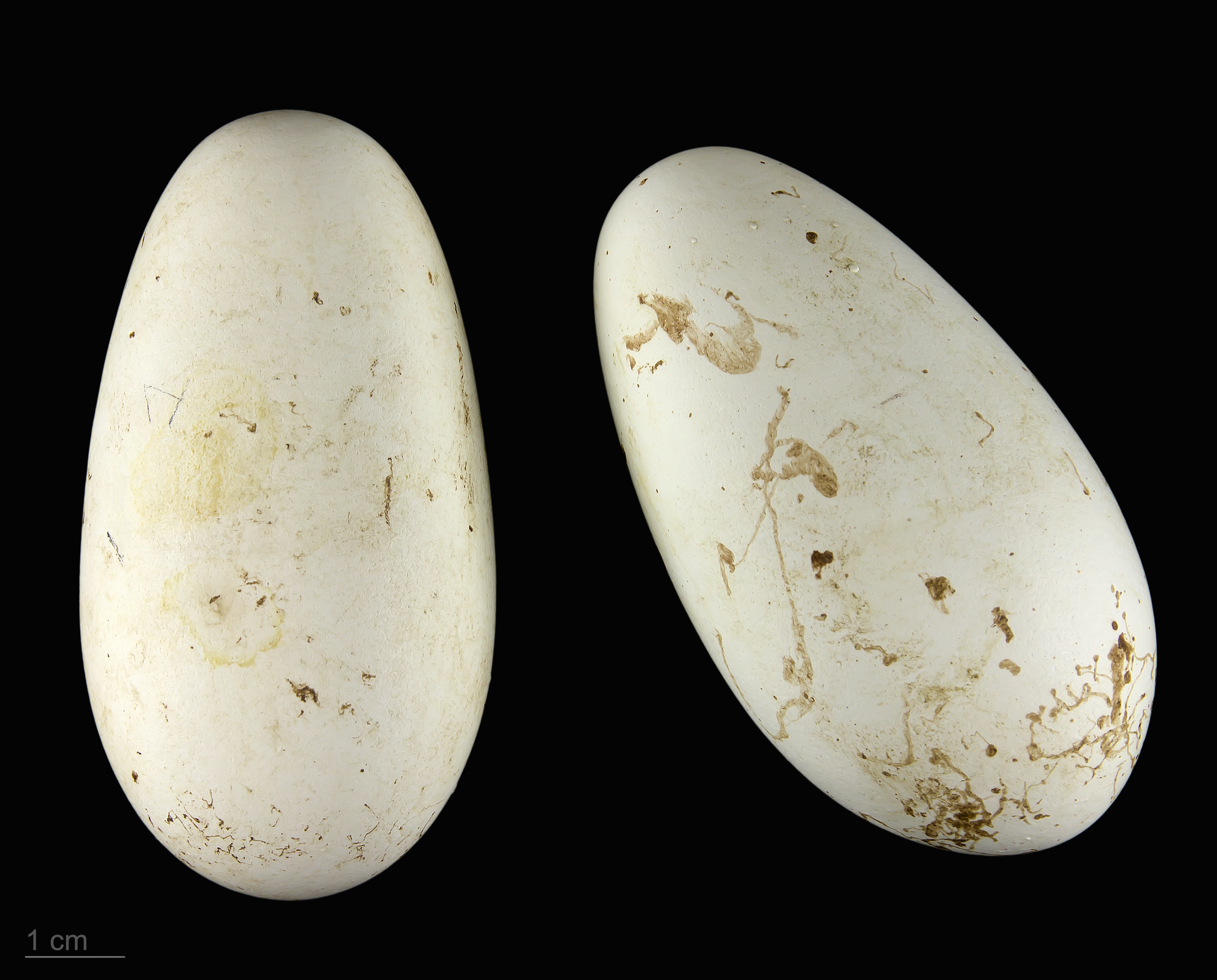
Museum specimen